# Doctor González
Doctor González är en kommun i Mexiko.   Den ligger i delstaten Nuevo León, i den centrala delen av landet, 700 km norr om huvudstaden Mexico City.
Följande samhällen finns i Doctor González:
- Los Hualiches
- La Venadera